# Ходарз
Ходарз (др.-греч. Χωδαρζος — возможно: «копьеносец» от скифск. hvata+arsti; менее вероятно Ход-арс — «происходящий из арсов»; иначе Ходарз) — царь скифов Крыма в I веке, сын Омпсалака, возведён на престол боспорским царём Аспургом.
Выявление имени Ходарза было сложной исследовательской задачей. В первой строке фрагментированной надписи из Неаполя Скифского В. В. Латышев восстанавливал титул [Βασ]ιλεύς, 29, но отказался затем в пользу личного имени [Άχιλ]λεύς, 30. Это приняла Э. И. Соломоник. Но осмотр оригинала убедил Д. С. Раевского, что в этом слове перед лямбдой четко видны остатки йоты (ι). Это позволило вернуться к первоначальному чтению Латышева (Βασ)ιλεύς Χωδ[αρζος?, 32) Принятое восстановление надписи находит многочисленные надёжные параллели в боспорской, херсонесской и неапольской эпиграфике.
В итоге вся надпись восстановлена так: [Βας]ιλεύς Χωδ[αρζος υιός vel ο εκ βασιλέως 